# Hockenheimring
Hockenheimring ('circuit de Hockenheim' en alemany) és un circuit de curses situat prop de la ciutat d'Hockenheim, al nord de l'estat de Baden-Württemberg, a Alemanya. Construït el 1932 sobre pistes forestals, actualment ofereix espai per a més de 120.000 espectadors. Al llarg de la seva història, Hockenheimring ha acollit trenta-vuit edicions del Gran Premi d'Alemanya de Fórmula 1 (de 1970 al 2019), vint-i-dues del Gran Premi d'Alemanya de motociclisme (de 1957 a 1994) i dotze del Gran Premi de Hockenheim de Superbike (de 1988 al 2000).

## Traçat

### El traçat històric

Comparació entre la configuració històrica (en gris) i la del 2002 (en negre)

El circuit original de la dècada del 1930 començava als afores del centre de la ciutat, a l'actual Südkurve (el revolt que condueix a la recta inicial actual) i després s'endinsava al bosc per carreteres normalment obertes al trànsit, amb un traçat de forma triangular de 12.045 metres de llarg que es recorria en sentit contrari al de les busques del rellotge.
El 1938 es van fer les primeres obres per a la construcció d'allò que hauria d'esdevenir un circuit realment permanent, amb extensos treballs de desforestació que van portar a la construcció de l'Ostkurve, els trams de connexió amb les carreteres preexistents i la duplicació de tota la superfície de la carretera, donant a la pista la seva forma ovalada característica i mantenint el sentit de la cursa en sentit contrari a les busques del rellotge. La configuració clàssica del circuit era molt ràpida, amb trams rectes llargs o amb lleugers revolts, enllaçats per un nombre molt reduït de revolts més lents i una longitud de 7.725 metres.
El 1964, amb motiu de la construcció de l'autopista Mannheim-Walldorf que travessava l'antic traçat a la zona dels afores immediats al nucli urbà, s'iniciaren les obres del tram denominat Motodrom, caracteritzat per una sèrie de revolts força lents, i de tot el conjunt de la zona de meta, amb nous boxs i noves grades. Inaugurada amb motiu del GP d'Alemanya de motociclisme de 1966, aquesta nova versió de la pista, de 6.768 metres de llarg i que ara es recorre en el sentit horari, fa més de trenta anys que es fa servir (amb les mínimes modificacions). Durant aquestes obres de modernització, es va crear prop del Motodrom una carretera d'enllaç paral·lela a la nova recta, anomenada Querspange ('barra transversal'), que va donar lloc a una configuració reduïda del circuit anomenada Kleiner Kurs ('circuit, curs més petit'), de només 2,6 km de llargada.
Arran de l'accident mortal de Jim Clark al circuit en una cursa de Fórmula 2 el 1968, i de cara al Gran Premi d'Alemanya de 1970, es van inserir dues variants que interrompien els llargs trams rectes, la primera de les quals, dedicada al campió escocès, fou construïda en el punt on va perdre la vida, aproximadament a la meitat del tram que portava des del primer revolt (Nordkurve) fins a l'Ostkurve. El 1982, Didier Pironi va patir un accident en aquest circuit durant el GP d'Alemanya que va posar fi a la seva carrera.
Després de l'accident mortal de Patrick Depailler el 1980 durant una sessió de proves privada de l'equip Alfa Romeo, el 1982 es va introduir una altra variant delimitada per pneumàtics a l'entrada de la ràpida Ostkurve, el perfil de la qual es tornà a modificar el 1992 per motius de seguretat. Aquesta variant va ser l'escenari del malentès entre Nelson Piquet i Eliseo Salazar quan Piquet va doblar el xilè a meitat de cursa, que va comportar la retirada d'ambdós i que va costar al brasiler la victòria al Gran Premi d'Alemanya de 1982, que havia estat dominant fins aleshores. El 1989, la variant Clark va ser redissenyada i el 1994, aquesta i la que portava el nom d'Ayrton Senna van sofrir noves modificacions per tal de frenar encara més els cotxes a les llargues rectes del circuit.

### Traçat actual
Sota la pressió de la Fórmula 1, que no podia mostrar prou rètols publicitaris als trams boscosos i que pensava que un Gran Premi amb un nombre més gran de voltes seria més atractiu per als espectadors, però enmig de les protestes dels aficionats, el 2002 la pista va ser totalment canviada, amb el tram d'alta velocitat escurçat dràsticament. També es van construir noves tribunes i alguns revolts de radi reduït per a crear més oportunitats d'avançament per als monoplaces. El Land de Baden-Württemberg va donar suport econòmic a la renovació i des de llavors el nom oficial del circuit és Hockenheimring Baden-Württemberg.
La pista va passar dels 6.823 metres del 2001 als 4.574 actuals. A més de la pista principal, també es va construir un centre de conducció segura dins de l'autòdrom. Totes aquestes obres van provocar la desforestació d'una gran extensió de bosc. Per tal de compensar-ho i amb finalitats de reforestació, es va enderrocar, entre d'altres, la part del traçat que ja no s'emprava (el tram comprès entre l'actual revolt 2 i l'antiga variant de Senna), de nou, enmig de les protestes dels aficionats.

## Historial del traçat

La configuració de 12.120 m emprada de 1932 a 1938
La configuració de 7.738 m emprada de 1938 a 1965
La configuració de 6.768 m emprada de 1966 a 1969
La configuració de 6.823 m emprada per a les competicions automobilístiques de 1992 al 2001
La configuració de 4.574 m emprada des del 2002

## Hockenheim versus Nürburg

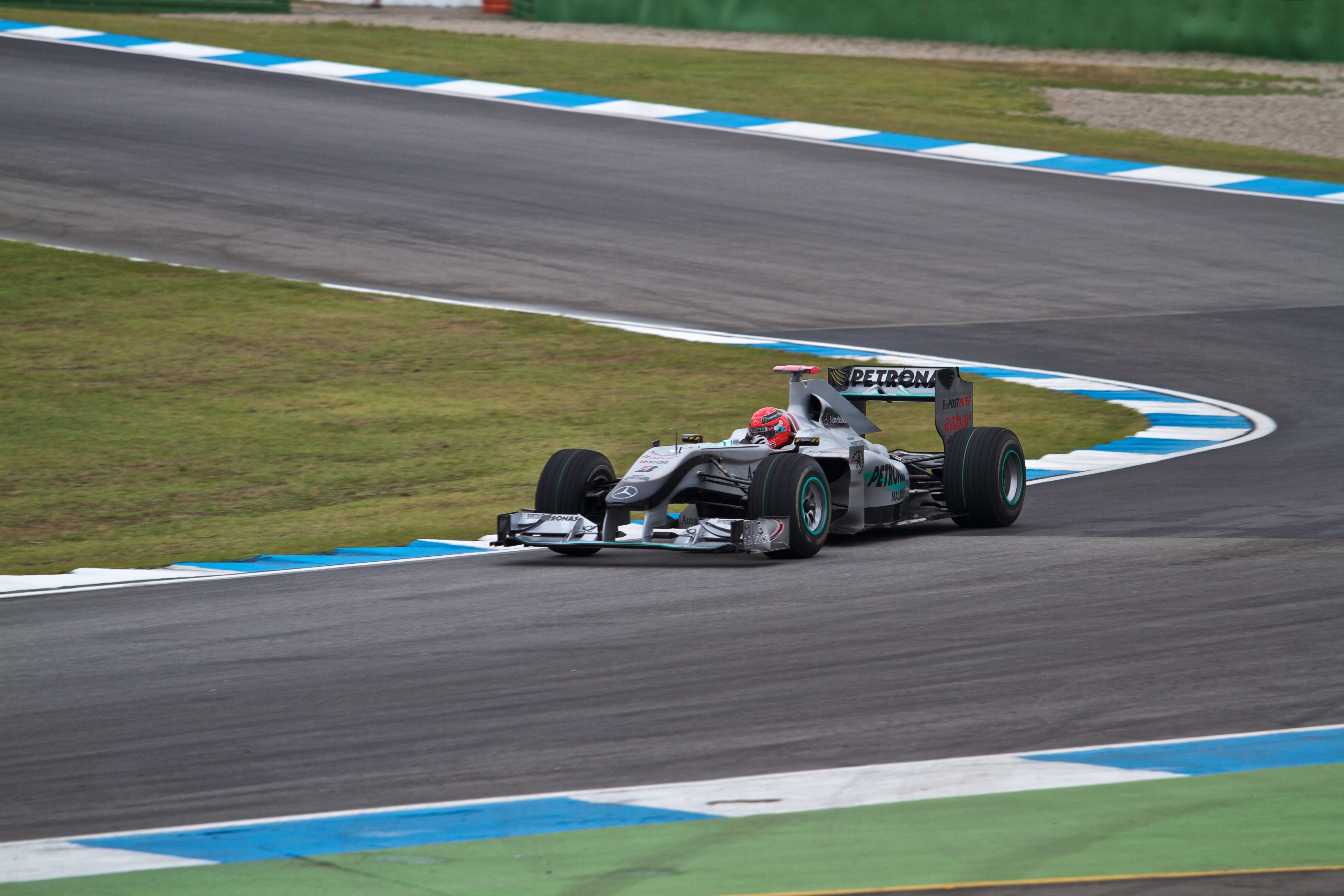
Schumacher a Hockenheimring durant el GP d'Alemanya del 2010

Durant el Gran Premi d'Alemanya de 1976, el Nordschleife de Nürburgring va ser escenari del greu accident de Niki Lauda, motiu pel qual aquest Gran Premi va abandonar Nürburgring i es va traslladar a Hockenheimring, un circuit que ja havia acollit el Gran Premi d'Alemanya el 1970. La decisió de traslladar-s'hi es va prendre després de la visita al aquest circuit d'alguns pilots, entre ells el mateix Lauda. Als organitzadors no els va agradar especialment l'elecció, atès el menor aforament de Hockenheimring en comparació amb Nürburgring.
Tret d'una edició, la de 1985, el Gran Premi d'Alemanya es va mantenir a Hockenheimring des de 1977, de manera que amb el pas del temps Nürburgring va restar només com a seu de la segona cursa alemanya del campionat mundial, acollint els Grans Premis d'Europa i de Luxemburg al llarg dels anys.
Del 2008 al 2013, Hockenheimring i Nürburgring, tots dos amb dificultats econòmiques, es van alternar en l'organització del Gran Premi d'Alemanya, mentre que des de la temporada 2014 totes les edicions d'aquest Gran Premi s'han celebrat a Hockenheimring.